# Прозрачная (река, Парамушир)
Прозрачная — река в России на острове Парамушир, входящем в состав северной группы Большой гряды Курильских островов. Река впадает в Тихий Океан. Длина Прозрачной — 13 км, площадь водосборного бассейна — 37,8 км².
Истоки Прозрачной находятся в центральной части острова Парамушир, с восточной стороны Хребта Вернадского, река течёт в юго-восточном направлении у подножий горы Мазаровича до залива Пуйшария.

## Данные водного реестра
По данным государственного водного реестра России относится к Амурскому бассейновому округу. Речной бассейн — бассейны рек острова Сахалин. Водохозяйственный участок — Курильские острова.
Код водного объекта 20050000312118300010447.